# Anthaxia gestroi
Anthaxia gestroi es una especie de escarabajo del género Anthaxia, familia Buprestidae. Fue descrita científicamente por Théry en 1927.